# Staurogyne longiciliata
Staurogyne longiciliata är en akantusväxtart som beskrevs av Cornelis Eliza Bertus Bremekamp. Staurogyne longiciliata ingår i släktet Staurogyne och familjen akantusväxter. Inga underarter finns listade i Catalogue of Life.